# Mark Seymour
Mark Seymour (Benalla, 1957) is de zanger van de Australische band Hunters and Collectors. Hij schreef onder andere hun bekendste nummer Throw Your Arms Around Me, welke later werd gecoverd door onder andere Pearl Jam, Luka Bloom en Neil Finn. Hij is de broer van Nick Seymour, de bassist van Crowded House.
- MusicBrainz: 58be9476-a9df-4251-8dcd-18b8b0a4ef77
- Virtual International Authority File: 94010851